# Lee Hye-ri
Lee Hye-ri (hangul: 이혜리: ur. 9 czerwca 1994 w Gwangju) – południowokoreańska piosenkarka i aktorka. Jest także członkinią grupy Girl’s Day.

## Życiorys
Lee Hye-ri urodziła się 9 czerwca 1994 roku w Gwangju w Korei Południowej. Uczęszczała do Jamsil Girls' High School, ale przeniosła się do School of Performing Arts Seoul, którą ukończyła w 2013 r. Studiuje na Uniwersytecie Konkuk (Wydział filmowy).
W 2010 roku została przedstawiona jako „Hyeri”, nowy członek grupy Girl’s Day, gdzie wraz z Yurą zastąpiły dwie byłe członkinie, Jiin i Jisun, które opuściły grupę po dwóch miesiącach.
W 2012 roku Hyeri zadebiutowała jako aktorka, w serialu SBS „Tasty Life”.
Po czterodniowym występie w programie „Real Man” w sierpniu 2014 roku jej krótki fragment wideo z programu, z uroczym zachowaniem stał się bardzo popularny w Korei Południowej. W krótkim czasie klip zdobył ponad milion wyświetleń. Również w 2014 r. Hyeri została obsadzona w roli jednej z głównych bohaterów serialu młodzieżowego „Schoolgirl Detectives”, który pojawił się w stacji JTBC w grudniu 2014 roku.
W 2015 roku Hyeri została obsadzona w roli głównej w serialu tvN „Eungdaphara 1988”. Serial miał swoją premierę w listopadzie i odniósł olbrzymi sukces, osiągając najwyższe oceny oglądalności na poziomie 18,8%, co uczyniło go najwyżej oglądanym serialem w historii koreańskiej telewizji kablowej. Hyeri zyskała uznanie krytyków i publiczności za swoją rolę.
W 2016 roku Hyeri otrzymała główną rolę wraz z Ji Sung i Kang Min-hyuk z CNBLUE w serialu „Entertainer”, którego premiera miała miejsce 20 kwietnia 2016 roku. Za tę rolę otrzymała nagrodę „New Star Award” w SBS Drama Awards 2016.
W marcu 2017 roku ogłoszono, że Hyeri zadebiutuje w filmie „Monstrum”. Zdjęcia rozpoczęły się w kwietniu, a film miał swoją premierę we wrześniu 2018 r. W tym samym roku zagrała również w serialu komediowo policyjnym „Two Cops” u boku Jo Jung-suk, oraz w filmie „My Punch Drunk Boxer”.
W 2019 roku Hyeri została obsadzona w serialu komediowym telewizji tvN „Miss Lee”. 30 kwietnia Hyeri podpisała kontrakt z nową agencją Creative Group ING, po tym jak nie przedłużyła jej z poprzednią Dream T Entertainment.

## Filmografia

### Seriale
- Tasty Life (SBS, 2012) jako Jang Mi-hyun
- Schoolgirl Detectives (JTBC, 2014) jako Lee Ye-hee
- Hyde Jekyll, Me (SBS, 2015) jako Min Woo-jung
- Eungdaphara 1988 (tvN, 2015) jako Sung Duk-seon/Sung Soo-yeon
- Entertainer (SBS, 2016)  jako Jung Geu-rin
- Two Cops (MBC, 2017) jako Song Ji-an
- Miss Lee (tvN, 2018) jako Lee Seon-shim
- Record Of Youth (tvN 2020) jako Lee Hae-ji
- My Roommate Is a Gumiho (tvN 2021) jako Lee Dam
- Moonshine (KBS2, 2021-2022) jako Kang Ro-seo
- May I Help You (MBC, 2022) jako Baek Dong-joo
- Friendly Rivalry (U+mobiletv, 2025) jako Yoo Je-i

### Filmy
- Monstrum (2018) jako Myung
- My Punch-Drunk Boxer (2019) jako Min-ji
- Victory (2024) jako Pil-sun